# J. J. Spaun
John Michael Spaun Jr., detto J. J. Spaun (Los Angeles, 21 agosto 1990), è un golfista statunitense.

## Carriera
Professionista dal 2012, gioca all'interno del circuito PGA Tour ed ha conquistato due tornei durante la sua carriera; Nell'aprile 2022 ha vinto il Valero Texas Open, torneo facente parte del circuito americano, grazie al quale si è potuto qualificare per la prima volta all'Augusta Masters, classificandosi al 23º posto.
Nel 2024 ha avuto una stagione negativa e grazie a tre piazzamenti in Top-10 è riuscito a mantenere i suoi privilegi nel Tour anche per la stagione 2025.
Nel 2025 ha conquistato il secondo torneo e il primo Major in carriera battendo Robert MacIntyre allo U.S. Open grazie ai 279 colpi realizzati durante le quatrro giornate. È stato l'unico golfista a terminare il torneo sotto il par (-1) e grazie a questa vittoria è salito all'ottavo posto nell'Official World Golf Ranking.

## Vittorie professionali (2)

### PGA Tour vittorie (2)
| Legenda            |
| Tornei Major (1)   |
| Tornei FedEx (0)   |
| Altri PGA Tour (1) |

| No. | Data           | Torneo            | Punteggio di vittoria | To par | Margine | Secondo                |
| --- | -------------- | ----------------- | --------------------- | ------ | ------- | ---------------------- |
| 1   | 3 aprile 2022  | Texas Valero Open | 67-70-69-69=270       | −13    | 4 colpi | Matt Kuchar Matt Jones |
| 2   | 15 giugno 2025 | U.S. Open         | 66-72-69-72=279       | −1     | 1 colpo | Robert MacIntyre       |

### Risultati completi
I risultati conseguiti nel 2020 non sono mostrati in ordine cronologico.
| Tournament            | 2018 | 2019 | 2020 | 2021 | 2022 | 2023 | 2024 | 2025 |
| --------------------- | ---- | ---- | ---- | ---- | ---- | ---- | ---- | ---- |
| The Masters           |      |      |      |      | T23  |      |      | T50  |
| PGA Championship      | T35  | T54  |      |      | EL   | EL   |      | T37  |
| U.S. Open             |      |      |      | T    |      |      |      | 1    |
| The Open Championship |      |      | NT   |      |      |      |      |      |

     Vittoria
     Top 10
     Non partecipante
EL = eliminazione a metà gara (non passa il taglio)
RIT = ritirato
NT = nessun torneo (causa COVID-19)
P = pari merito